# Rotheux-Rimière
Rotheux-Rimière is een plaats en deelgemeente van de Belgische gemeente Neupré.
Rotheux-Rimière ligt in de provincie Luik. Tot de gemeentelijke herindeling van 1977 was Rotheux-Rimière een zelfstandige gemeente.

## Geschiedenis
Tot de opheffing van het hertogdom Limburg hoorde La Rimière tot de Limburgse hoogbank Sprimont. Net als de rest van het hertogdom werd La Rimière bij de annexatie van de Zuidelijke Nederlanden door de Franse Republiek in 1795 opgenomen in het toen gevormde departement Ourthe.

## Demografische ontwikkeling
- Bronnen:NIS, Opm:1831 tot en met 1970=volkstellingen, 1976= inwoneraantal op 31 december

## Bezienswaardigheden
- Oude Sint-Firminuskerk
- Nieuwe Sint-Firminuskerk

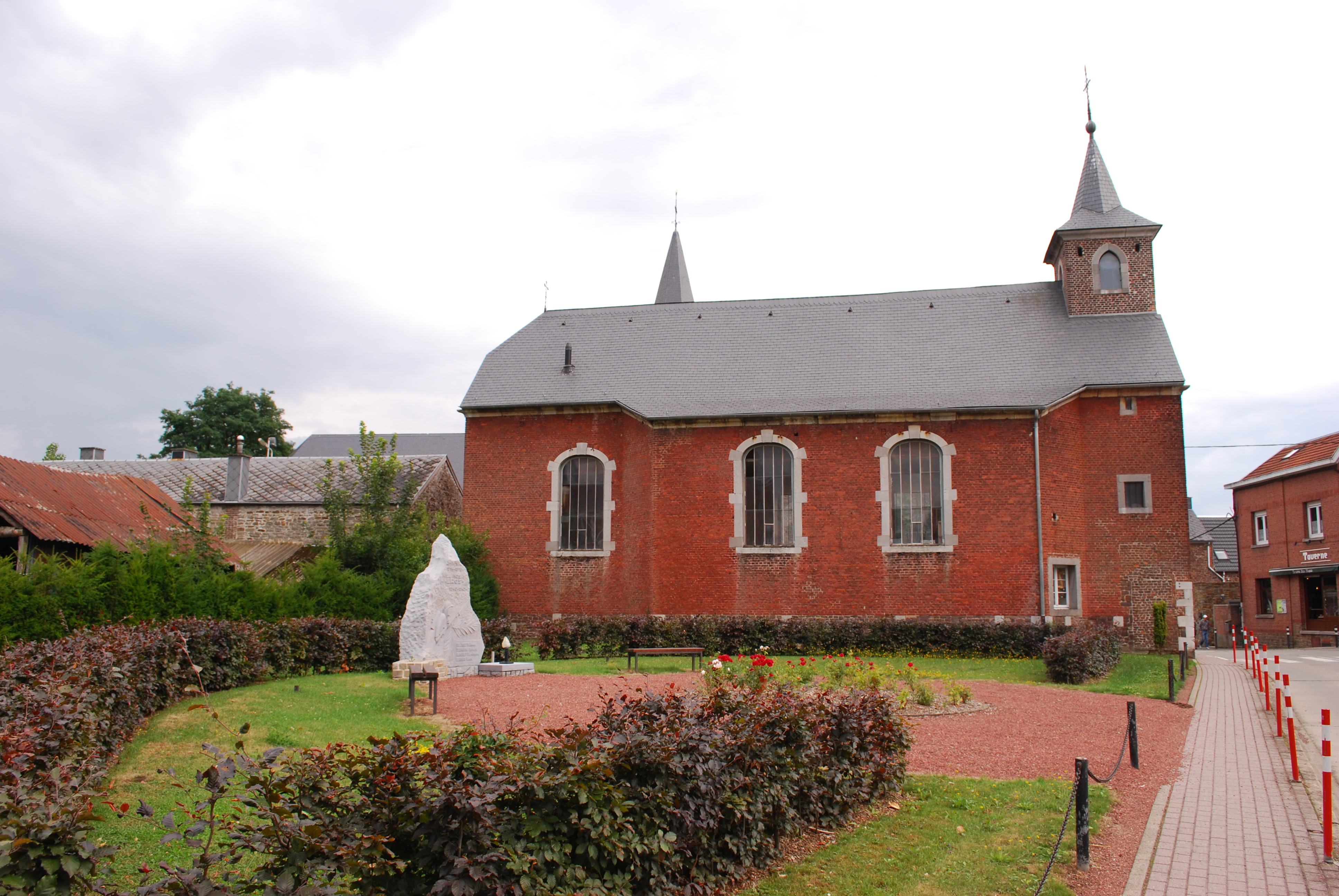
Oude Sint-Firminuskerk in Rotheux
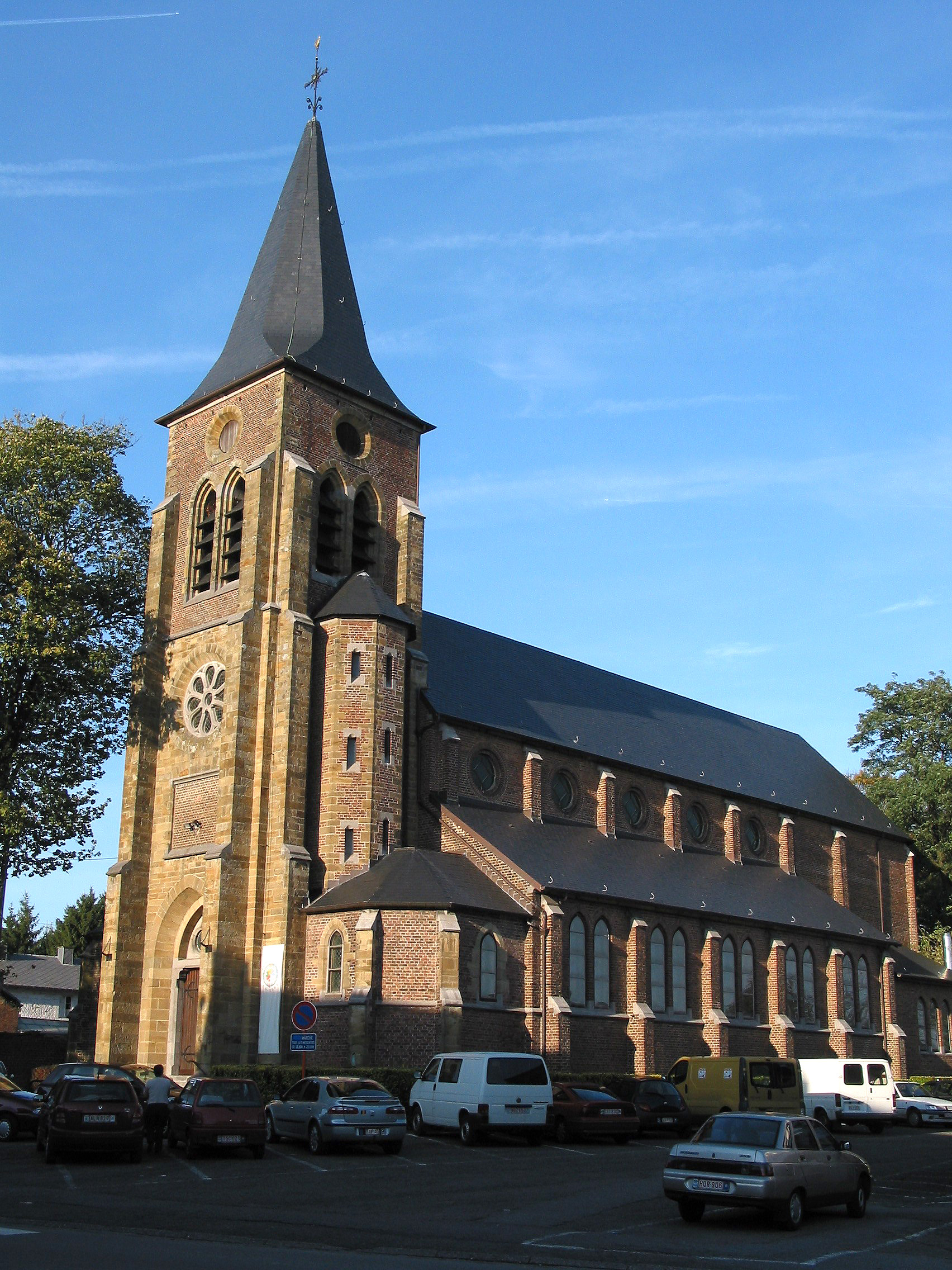
Nieuwe Sint-Firminuskerk in Rotheux
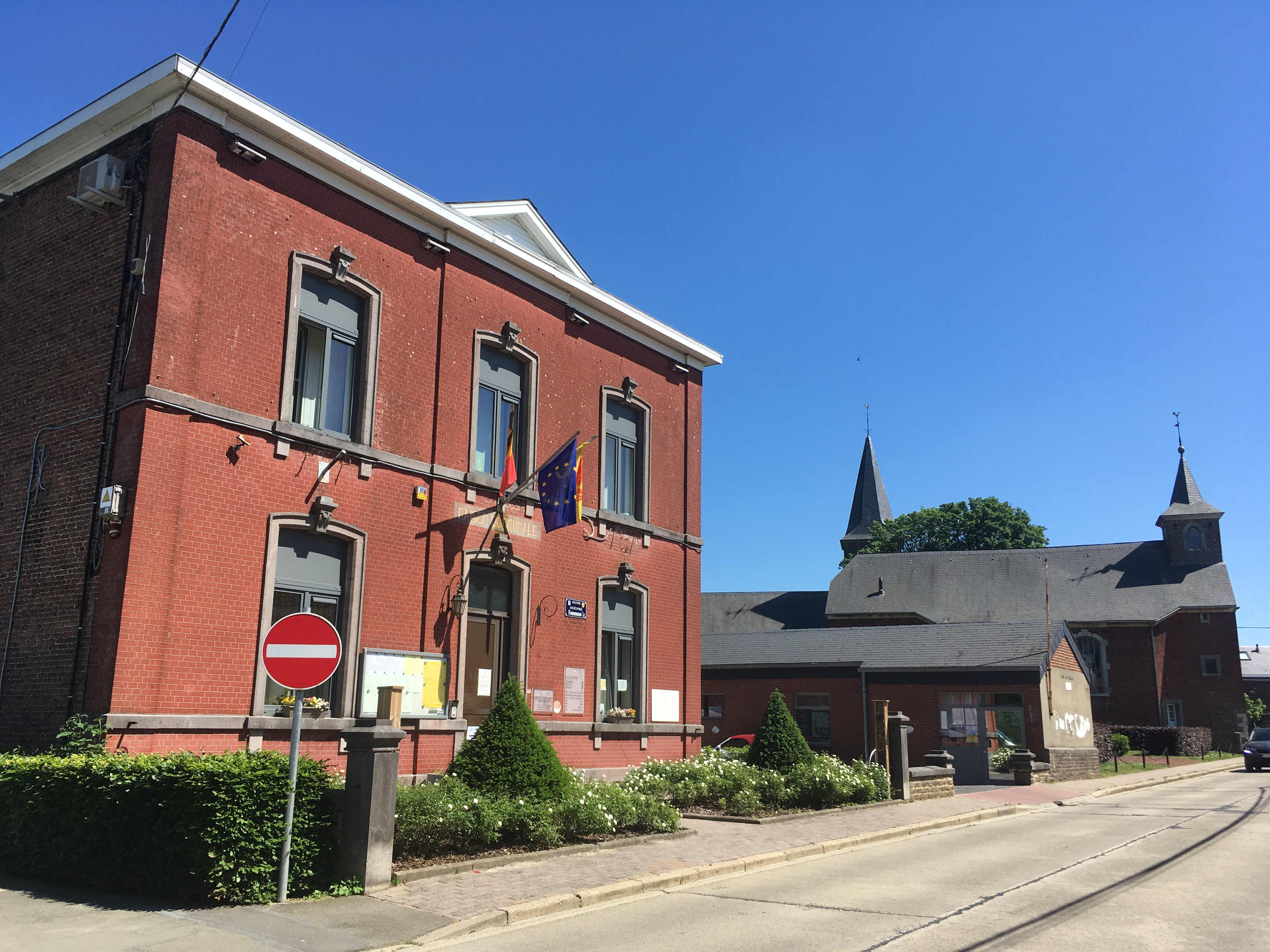
Het gemeentehuis in Rotheux
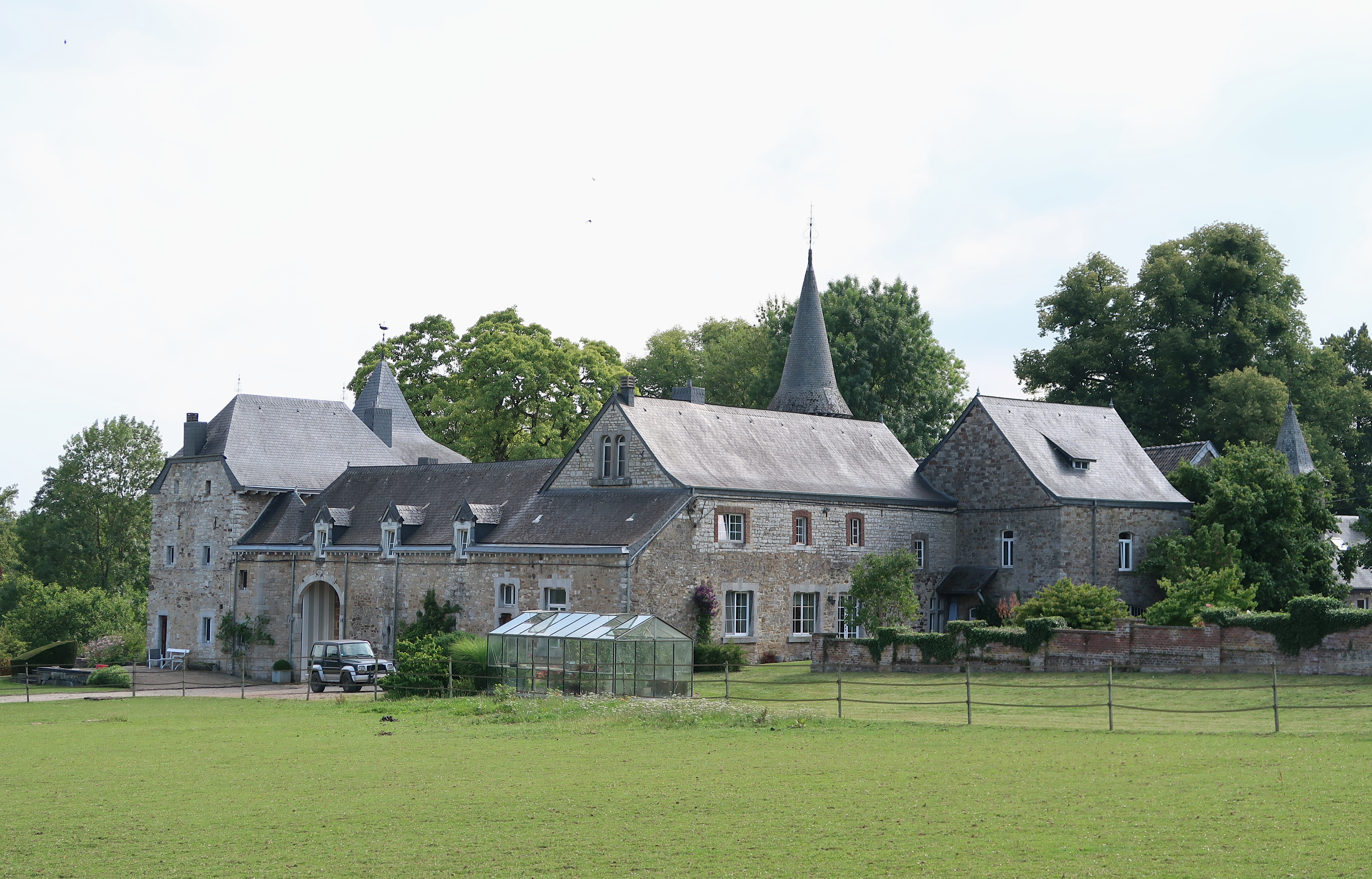
Kasteel van Englebermont in Rotheux-Rimière

## Sport
Op 2 augustus 1959 vond in Rotheux-Rimière de vrouwenwedstrijd van de wereldkampioenschappen wielrennen 1959 plaats, die gewonnen werd door de Belgische Yvonne Reynders.